# ティワワット・パッタラクンワニット
ティワワット・パッタラクンワニット（タイ語:ทิววัฒน์ ภัทรกุลวณิชย์、英語:Thiwawat Pattaragulwanit 1968年6月9日-）はタイ王国の政治風刺漫画の漫画家、イラストレーター、挿絵画家。

## 略歴
シラパコーン大学デコラティブ・アーツ学部卒業。タイ語日刊紙『サヤーム・ポスト(สยามโพสต์) 』などの政治漫画家を経て、現在、タイ語日刊経済紙『クルンテープ・トゥラギット』、英字紙『バンコック・ポスト』の政治漫画を描いている。タイの王室関連書籍の挿絵も手がけている。シラパコーン大学で特別講師を務める。

## 業績

### 漫画
- 『職探し』

### 挿絵
- ラーマ9世 「トーンデーン物語」 （พระราชนิพนธ์เรื่องทองแดง）（2004）ISBN  9742729174（邦訳『奇跡の名犬物語』赤木攻訳　世界文化社　2006年　ISBN-13 978-4418068425）
- シリントーン王女翻訳『ピアン・ワン・ポップ・ワンニー・ティ・サムカン』（เพียงวันพบวันนี้ที่สำคัญ）（2005）

## 受賞
- 国連アジア太平洋経済社会委員会(ESCAP)設立50周年記念アジア太平洋漫画コンテスト3等賞受賞(1997)